# مقاطعة فرارة

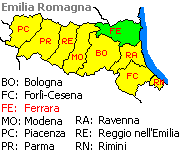
مقاطعة فِرَّارة

مقاطعة فِرَّارَة أو (نقحرة: فيرارا)  (بالإيطالية: Provincia di Ferrara)‏، مقاطعة شمال إيطاليا في إقليم إميليا رومانيا عاصمتها مدينة فِرَّارة، عدد سكانها 349.774 نسمة ومساحتها 2631 كيلومتر مربع وبها 26 مدينة وبلدة، يحدها شمالا إقليمي فينيتو (عند مقاطعة روفيغو) ولُمبردية (عند مقاطعة منتوة) على طول نهر بادي، وغربا مقاطعة مودينا، وجنوبا على طول نهر رينو مقاطعة بولونيا ومقاطعة ربنة، وشرقا بحر البنادقة.

## أهم المدن
| المدينة  | الاسم بالإيطالية | السكان  |
| -------- | ---------------- | ------- |
| فِرَّارة    | Ferrara          | 132,536 |
| تشنتو    | Cento            | 31,827  |
| كوماتشيو | Comacchio        | 22,400  |
| أرجنتا   | Argenta          | 21,987  |

## معرض الصور

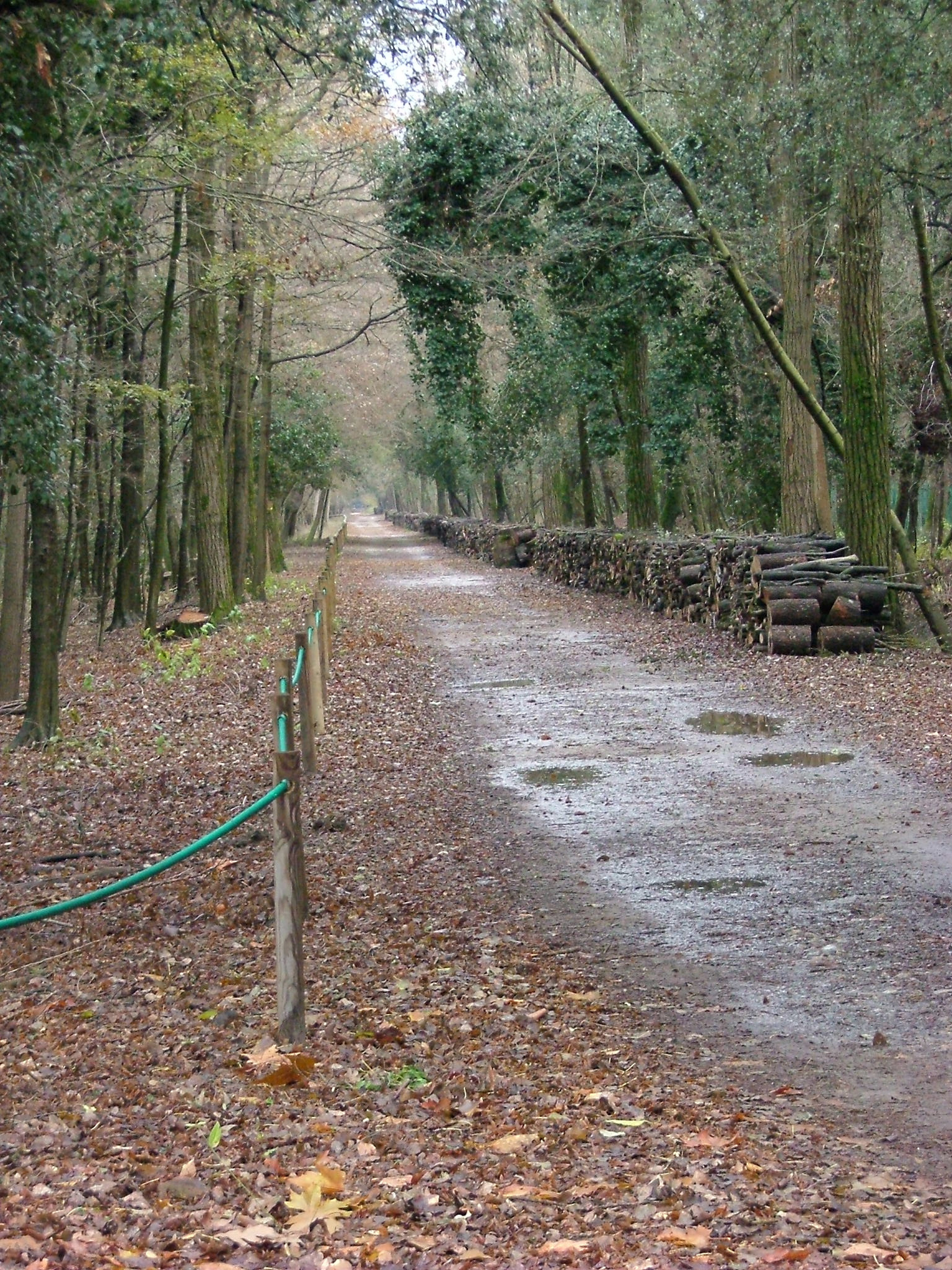
غابة ميزولا
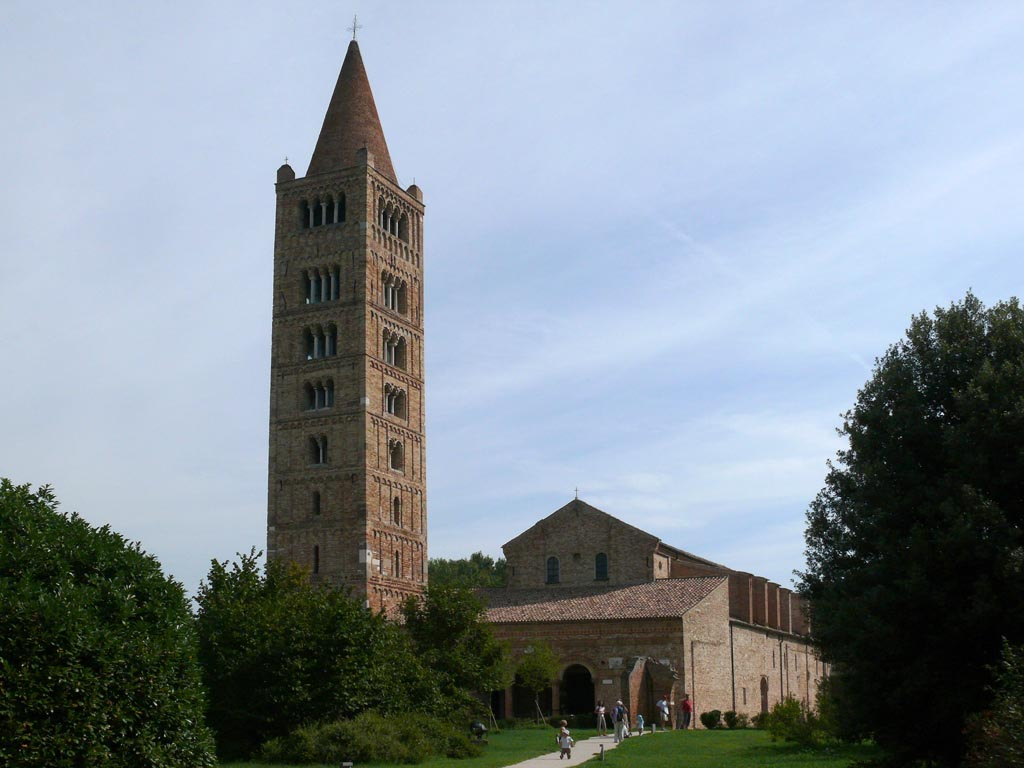
دير بومبوزا
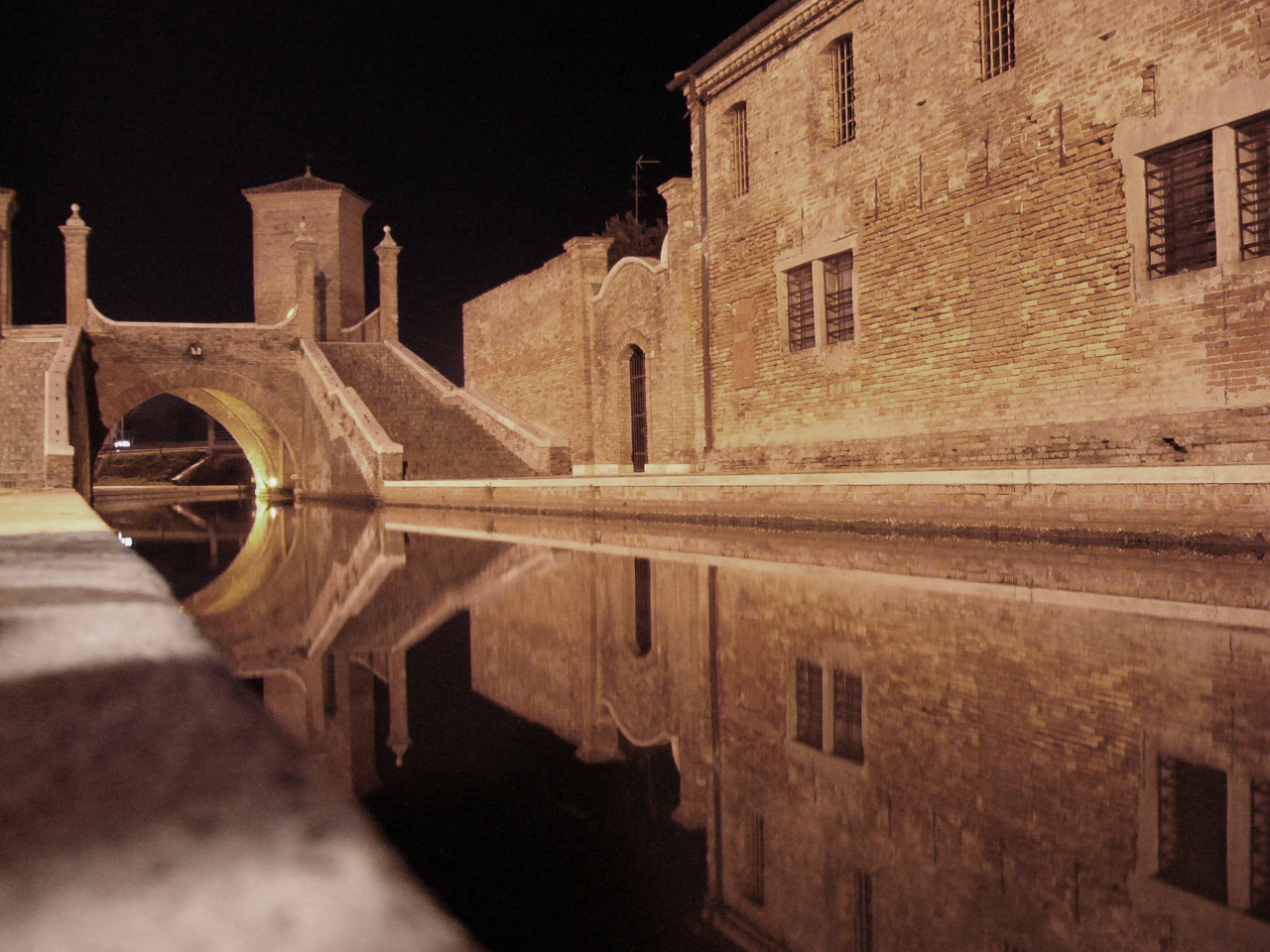
كوماكيو